# Keratella eichwaldi
Keratella eichwaldi är en hjuldjursart som först beskrevs av K.M. Levander 1894.  Keratella eichwaldi ingår i släktet Keratella och familjen Brachionidae. Arten är reproducerande i Sverige. Inga underarter finns listade i Catalogue of Life.